# Burgstall Gleißenthal
Der Burgstall Gleißenthal ist eine abgegangene Motte (Turmhügelburg) in Gleißenthal, heute ein Ortsteil der Stadt Windischeschenbach im oberpfälzischen Landkreis Neustadt an der Waldnaab in Bayern. Über diese Niederungsburg sind nur spärliche geschichtliche oder archäologische Informationen bekannt. Er ist im BayernAtlas unter der Denkmalnummer D-3-6138-0042 als mittelalterlicher Burgstall angeführt.

## Beschreibung
Die Anlage befand sich in einem ebenen Gelände auf einem flachen Höhenrücken. 1907 waren noch Spuren eines Grabens vorhanden, der 1954 gänzlich verschwunden ist. Das Burgareal ist heute modern überbaut.

## Geschichte
Gleißenthal wird bereits 1152 erstmals erwähnt, die Herren von Gleißenthal sind ab der Mitte des 13. Jahrhunderts bekannt. Die Anlage wird bereits 1405 als „purkstall“ bezeichnet.